# 7e parallèle nord
Pour les articles homonymes, voir 7e parallèle.
En géographie, le 7e parallèle nord est le parallèle joignant les points de la surface de la Terre dont la latitude est égale à 7° nord.

## Géographie

### Dimensions
Dans le système géodésique WGS 84, au niveau de 7° de latitude nord, un degré de longitude équivaut à 110,495 km ; la longueur totale du parallèle est donc de 39 778 km, soit environ  99,3% de celle de l'équateur. Il en est distant de 774 km et du pôle Nord de 9 228 km,.
Comme tous les autres parallèles à part l'équateur, le 7e parallèle nord n'est pas un grand cercle et n'est donc pas la plus courte distance entre deux points, même situés à la même latitude. Par exemple, en suivant le parallèle, la distance parcourue entre deux points de longitude opposée est 19 889 km ; en suivant un grand cercle (qui passe alors par le pôle nord), elle n'est que de 18 456 km.

### Durée du jour
À cette latitude, le soleil est visible pendant 12 heures et 32 minutes au solstice d'été, et 11 heures et 43 minutes au solstice d'hiver.

### Régions traversées
Pays traversés
- Colombie
- Venezuela (sur 18 km)
- Colombie
- Venezuela
- Guyana (dont une zone revendiqué par le Venezuela)
- Sierra Leone
- Liberia
- Côte d'Ivoire
- Ghana
- Togo
- Bénin
- Nigeria
- Cameroun (sur 6 km)
- Nigeria
- Cameroun (sur 17 km)
- Nigeria
- Cameroun
- République Centrafricaine
- Soudan du Sud
- Éthiopie
- Somalie
- Maldives (passe par l'atoll Thiladhunmathi Nord)
- Sri Lanka (passe juste au nord de Colombo, la capitale)
- Inde (passe par l'île Grande Nicobar)
- Thaïlande (passe par les provinces de Satun et Songkhla)
- Malaisie (état de Sabah)
- Philippines (îles de Mapun, Mindanao et Samal)
- Palaos (île de Peleliu)
- Îles Marshall (atoll Arno)